# 13031 Durance
A 13031 Durance (ideiglenes jelöléssel 1989 SN4) a Naprendszer kisbolygóövében található aszteroida. Eric Walter Elst fedezte fel 1989. szeptember 26-án.